# Hale (cráter marciano)
Hale es un cráter de Marte ligeramente elongado. Con unas dimensiones de aproximadamente 150 km x 125 km, está localizado en las coordenadas 35.7°S, 323.4°. Se halla justo al norte de la Argyre Planitia, en el cuadrángulo Argyre.

## Presencia de agua
El 28 de septiembre de 2015 la NASA confirmó la existencia estacional de agua líquida en el cráter Hale. Las sales presentes en el agua (perclorato y clorato de magnesio, perclorato de sodio,...) rebajan su punto de congelación a 203 K (−70 °C), valor próximo al de la temperatura media nocturna en verano. Hale fue creado por el impacto oblicuo de un asteroide de unos 35 kilómetros (21,7 mi) km, hace aproximadamente entre 3500 y 3800 millones años. El brocal y los materiales eyectados han sufrido un proceso de erosión posterior y muestra impactos más pequeños, pero los depósitos subsiguientes han cubierto la mayoría de los cráteres pequeños situados en su interior. En el lado sur del brocal de Hale, partes de la pared interior se han deslizado hacia el centro del cráter. La superficie muestra una red de canales fluviales, que pueden haber sido causadas por el flujo de agua.
Debe su nombre al astrofísico estadounidense George Ellery Hale (1868-1938).

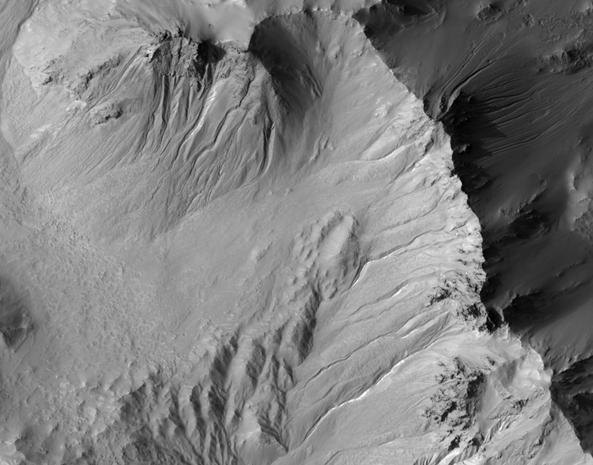
Cauces en la pared del Cráter Hale (imagen HiRISE).

La pared del brocal del cráter Hale presenta un número elevado de cauces.  Algunos aparecen con claridad en las imágenes del HiRISE.  Al contrario que algunos otros cauces en Marte, estos se sitúan en zonas de materiales de tonos claros. Una investigación publicada en la revista Icarus ha ha localizado sobre la superficie del cráter Hale una serie de orificios causados por eyecciones calientes que caen sobre el terreno que contiene hielo.  Las fosas están formadas por vapor que surge de grupos de orificios simultáneamente, como si soplasen hacia el exterior.
Los cauces aparecen en pendientes empinadas, especialmente en los bordes de los cráteres.  Se piensa que son relativamente recientes porque no son muchos, y en algunos cráteres aparecen sobre dunas de arena, que por su naturaleza deben ser recientes.  Normalmente, cada cauce tiene una cuenca de recepción, un canal, y una falda en la que se dispersa.  A pesar de que se han formulado muchas hipótesis para explicarlos, la mayoría de ellas implican la presencia de agua líquida procedente bien de acuíferos o bien de antiguos glaciares.
Hay evidencias favorables para ambas teorías.  La mayoría de las cabeceras de los cauces se sitúan a un mismo nivel, lo que hace pensar en un acuífero.  Varias mediciones y cálculos muestran que el agua líquida podría existir en un acuífero en las profundidades habituales donde empiezan los cauces. Una variación de este modelo es que un aumento del magma caliente podría haber fundido el hielo contenido en el terreno, y el agua generada fluiría hacia los acuíferos, que canalizarían su salida hacia el exterior.Estos acuíferos pueden estar formados por estratos de areniscas porosas, situados sobre estratos impermeables.  La única dirección en la que el agua atrapada puede fluir es horizontalmente, alcanzando la superficie cuando existe una zona de rotura, como la provocada por la pared de un cráter.  Los acuíferos son bastante comunes en la Tierra.  Un buen ejemplo es "Weeping Rock", en el parque nacional Zion de Utah.

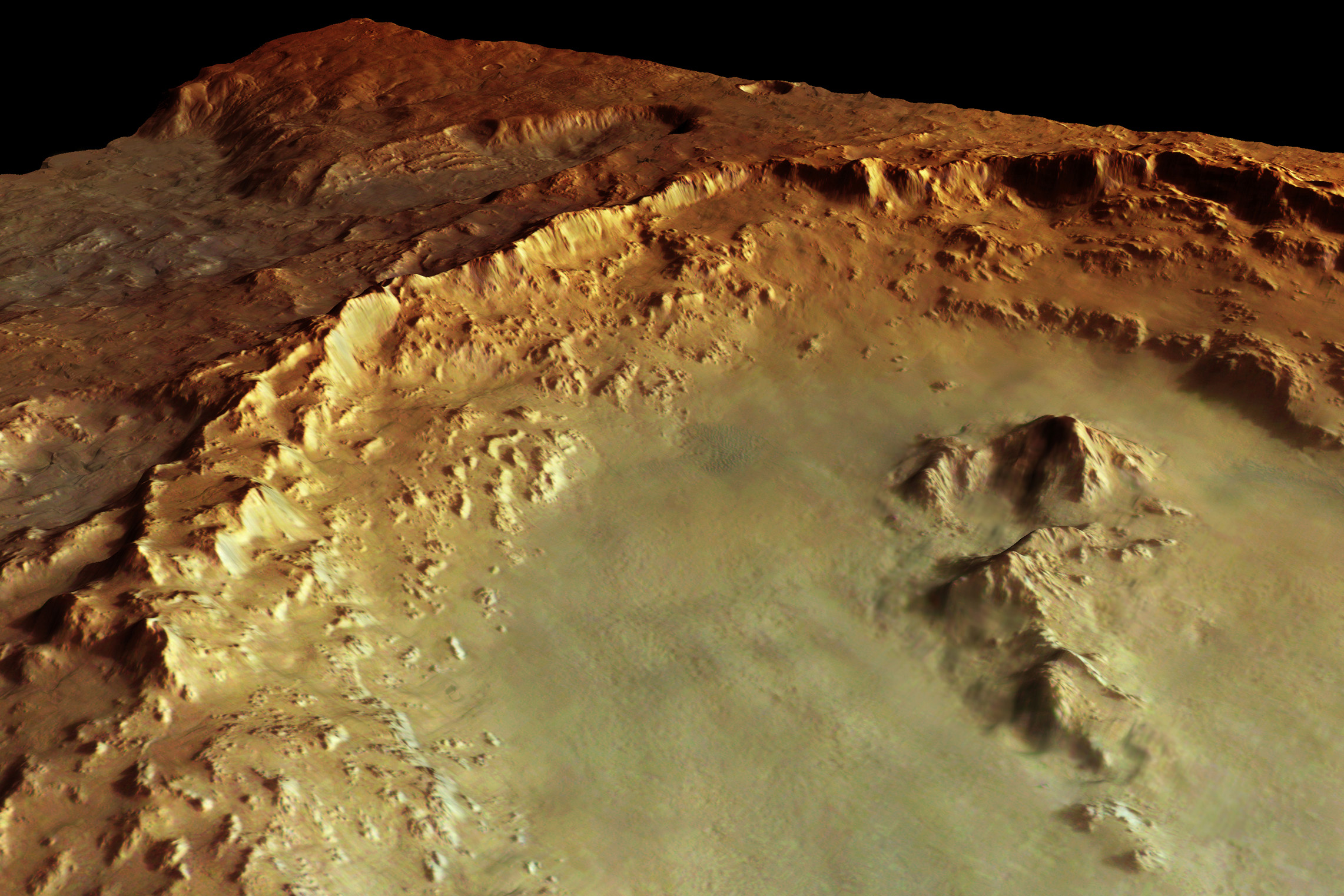
Vista del cráter Hale, hacia el noroeste.

Por otro lado, una gran parte de la superficie de Marte está cubierta por un manto liso grueso que se piensa que está formado por una mezcla de hielo y polvo. Este manto rico en hielo, de unos pocos metros de espesor, presenta una superficie lisa, pero en algunos lugares muestra una textura abultada, que recuerda a gran escala a la superficie de un balón de baloncesto.  Bajo ciertas condiciones el hielo se podría fundir y fluir pendiente abajo creando cauces. Dado que aparecen pocos cráteres en este manto, se sabe que debe ser relativamente joven.
Cambios en la órbita de Marte y en la inclinación de su eje han podido causar cambios significativos en la distribución del agua helada en regiones polares en latitudes equivalentes a la de Texas.  Durante ciertos periodos climáticos el vapor de agua se desprende del hielo polar y pasa a la atmósfera. El agua vuelve al terreno en latitudes más bajas en forma de depósitos de helada o de nieve, mezclada abundantemente con polvo,  muy abundante en la atmósfera de Marte. El vapor de agua se condensa sobre estas partículas de polvo, que se precipitan sobre el terreno debido al peso adicional del recubrimiento de agua.  Cuando el hielo en la parte superior del manto vuelve a la atmósfera,  deja atrás el polvo, que contribuye a aislar el hielo restante.